# Blèves
Blèves är en kommun i departementet Sarthe i regionen Pays de la Loire i nordvästra Frankrike. Kommunen ligger i kantonen La Fresnaye-sur-Chédouet som tillhör arrondissementet Mamers. År 2022 hade Blèves 129 invånare.

## Befolkningsutveckling
Antalet invånare i kommunen Blèves
| Referens: INSEE |